# Say Anything (Girl in Red)
Say Anything è un singolo della cantante norvegese Girl in Red, pubblicato il 3 marzo 2018.

## Tracce
1. Say Anything – 2:22